# Запутная (платформа)
Запу́тная — остановочный пункт Казанского направления Московской железной дороги в городском округе Ликино-Дулёво Московской области. Названа по деревне Запутное, расположенной в километре севернее.
Имеет две боковые платформы, соединённые настилом. На платформе останавливаются около 23 пар электропоездов в сутки маршрутов Москва-Казанская - Черусти; Москва-Казанская - Шатура и Куровская - Черусти.